# Antarctinoe ferox
Antarctinoe ferox är en ringmaskart som först beskrevs av Baird 1865.  Antarctinoe ferox ingår i släktet Antarctinoe och familjen Polynoidae. Inga underarter finns listade i Catalogue of Life.